# Калахарійська платформа

Приблизне розташування під час мезопротерозою (близько 1.3 млрд тому) кратонів Південної Америки і Африки

Калахарійська платформа — кратон, що займає велику частину Південної Африки, має у своєму складі два кратони відокремлені поясом Лімпопо кратон Каапвалль на півдні та невеликий кратон Зімбабве на півночі, Намакайський пояс розташовано на півдні кратону Каапвалль.

## Загальний опис
Формування платформи відбулося 2.3 мільярдів років тому. Платформа містить деякі з найстаріших відомих скель і останців у світі. Найдавніші скелі знаходяться в Трансваалі, складаються з гранітів, гнейсів і мігматитів, що утворились ~3.4 млрд років тому. На цієй гранітній підвалини — численні нефритові пояси, де скелі були менше метаморфізовані і містять багато первинних особливостей. Ці скелі охоплюють Свазилендську систему.

## Дивись також
- Геологія Африки
- Африканська плита

## Інтернет-ресурси
- ОДНА З НАЙДРЕВНІШИХ ДІЛЯНОК ЗЕМНОЇ КОРИ

| Рельєф | Це незавершена стаття з геотектоніки. Ви можете допомогти проєкту, виправивши або дописавши її. |